# Les Héritiers (téléfilm)
Pour les articles homonymes, voir Les Héritiers.
Pour plus de détails, voir Fiche technique et Distribution.
Les Héritiers est un téléfilm français réalisé par Jean-Marc Brondolo et diffusée le 13 septembre 2021 sur France 2. 
Il s'agit d'un téléfilm dramatique sur la capacité de trois jeunes associés à prendre en main le destin d’une entreprise et leur propre destin après la disparition de leur patronne et mentor.

## Synopsis
Diane, cheffe d’une société de communication, disparaît en mer. Son voilier est retrouvé à la dérive. Très vite c’est aussi sa société, jusqu’alors florissante, qui se retrouve aussi à la dérive. La plupart des clients retirent leur confiance aux trois jeunes associés qui se retrouvent à former un triumvirat pour sauver la société. C’est à ce moment que se présente un dossier délicat, celui d’une femme « lanceur d’alerte » qui dénonce les méfaits collatéraux d’un médicament en passe d’être utilisé de façon banale. Faut-il s’engager dans ce dossier ? La décision prise, les trois associés vont se retrouver pris entre succès, doutes et retournements de situation. Portés par cette « aventure » tous les trois sont amenés à s’extraire de leur quotidien et à construire leur vie sur de nouvelles bases. La dernière image est celle de leur patronne, arpentant une plage bretonne.

## Fiche technique
- Titre original : Les Héritiers
- Réalisation : Jean-Marc Brondolo
- Scénario : Olivier Kohn
- Photographie : Pierre-Yves Bastard
- Son : Madone
- Montage : Anne-Laure Viaud
- Décors : Ann Chakraverty
- Costumes : Aline Dupays
- Musique : Éric Neveux
- Producteur délégué : Jean Nainchrik
- Producteur exécutif : Patrice Onfray
- Sociétés de production : Septembre Production en coproduction avec France Télévisions et participation de TV5 Monde
- Pays d'origine :  France
- Format :
- Durée : 90 minutes
- Diffusions :
  - 13 septembre 2021 sur France 2

## Distribution
- Pierre Perrier : Stan, associé d'Artemis Communication
- Sofia Essaïdi : Agnès Morreau, ex-technicienne au laboratoire Larcher et "lanceur d’alerte"
- Carole Weyers : Claire, associée d'Artemis Communication
- Idir Chender : Medhi, associé d'Artemis Communication
- Dominique Reymond : Diane Granger, chef d'Artemis Communication
- Hippolyte Girardot : Régis Vaillant, de Vaillant Conseil, entreprise concurrente d'Artemis Communication
- Nicolas Grandhomme : Marc Tessier, rédacteur en chef à INFOS  24
- Nicolas Bridet : Larcher
- Michel Bompoil : Barlier, banquier et client d'Artemis Communication
- Vincent de Boüard : Henri
- Xavier Brossard : Humbert
- Marc Fayet : Massart
- Céline Menville : Sandra, la secrétaire
- Illyès Salah : Karim, le frère de Medhi
- Nacéra Zaidi : Zina
- Hector Manuel : Jean-Christophe
- Martin Loizillon : Hugo
- Ferdinand Pierrot : Maître d’hôtel
- Frédéric Kneip : père de Stan
- Johann Cuny : Amaury
- Angèle Lemort : Christelle
- Magalie Mateci : mère de Stan
- Marc Brunet : Monsieur Dupuis, un patient victime du Cantarax
- Michelle Goddet : Madame Dupuis

## Accueil critique
Moustique parle d'« une intrigue bien ficelée [où] on prend plaisir à retrouver de bons acteurs (sous-exploités à l'écran) tels que Pierre Perrier (Les revenants) et la Belge Carole Weyers (Double je) ».

## Audiences
Lors de sa diffusion à la télévision sur France 2 en première partie de soirée le 13 septembre 2021, le téléfilm réunit 3 006 000 téléspectateurs soit 16,1 % de parts de marché (PdM).